# 55. japán hadosztály
Az 55. japán hadosztály a Japán Császári Hadsereg gyalogos hadosztálya volt 1940 és 1945 között.

## Története
Az 55. hadosztály egyik fő résztvevője volt a Burma elleni hadjáratnak. A 15. hadsereg alá tartozott a (33. japán hadosztállyal közösen. Az egységek január 20-án lépték át a határt és rövidesen legyűrték az ellenállást.
A hadosztály parancsnokai:
- 1940 - 1941 Isimoto Torazó altábornagy
- 1941 - 1942 Takeucsi Hirosi altábornagy
- 1942 - 1943 Koga Takesi altábornagy
- 1943 - 1945 Hanaja Tadasi altábornagy
- 1945 Szakuma Rjózo altábornagy

## Szervezete
- 55. hadosztály
  - 112. gyalogos ezred
  - 143. gyalogos ezred
  - 144. gyalogos ezred
- 55. lovas ezred
- 55. Hegyi tüzér-ezred
- 55. mérnöki ezred
- 55. szállító-ezred

## Fordítás
- Ez a szócikk részben vagy egészben  a(z)   55th Division (Imperial Japanese Army) című angol Wikipédia-szócikk fordításán alapul.  Az eredeti cikk szerkesztőit annak laptörténete sorolja fel. Ez a jelzés csupán a megfogalmazás eredetét és a szerzői jogokat jelzi, nem szolgál a cikkben szereplő információk forrásmegjelöléseként.